# Szeghalmi (kistérség)
Szeghalmi is een voormalige kistérség in het Hongaarse comitaat Békés. Szeghalmi telde 42.014 inwoners in 2006.